# Ceinture volcanique d'Öræfi

Carte des zones volcaniques de l'Islande avec la ceinture volcanique d'Öræfi (ÖVB, Öræfi Volcanic Belt) dans l'est.

La ceinture volcanique d'Öræfi est une région volcanique d'Islande regroupant plusieurs systèmes volcaniques constitués de volcans centraux et de bouches éruptives associées, témoins de l'activité volcanique dans l'est du pays. Elle s'étend du nord au sud à l'est des zones volcaniques Est et Nord.
Les systèmes volcaniques de la ceinture volcanique d'Öræfi sont, du nord au sud :
- le Snæfell ;
- les Esjufjöll ;
- l'Öræfajökull.